# 阿布巴卡尔·奥马鲁
阿布巴卡尔·奥马鲁（Aboubakar Oumarou，1987年1月4日—），出生于喀麦隆雅温得，喀麦隆职业足球运动员，年仅19岁时就被中国联赛引进。2009年，他加盟贝尔格莱德红星，成为极少数从中国联赛进入欧洲著名球队的外援之一。
阿布巴卡尔曾被建议以改变国籍的方式加入中国足球队，时任国家队总教练杜伊曾表示：“阿布速度快，爆发力好，是每个球队都想得到的球员”。但是最终由于外籍人士入中国国籍的难度颇大而不了了之。
2009年，阿布巴卡尔加盟了欧洲豪门贝尔格莱德红星，之后辗转效力于OFK贝尔格莱德和伏伊伏丁那，2013年8月加盟比利时球队华斯兰德，2015年7月自由转会至贝尔格莱德游击。
2016年2月，阿布巴卡尔重返中国以120万欧元的转会费加盟深圳佳兆业，曾是深圳队史最大单一引援投入的纪录。